# Hypoctonus granosus
Hypoctonus granosus är en spindeldjursart som beskrevs av Pocock 1900. Hypoctonus granosus ingår i släktet Hypoctonus och familjen Thelyphonidae. Inga underarter finns listade i Catalogue of Life.